# Morane-Saulnier Type L
Il Morane-Saulnier Type L, indicato secondo le convenzioni dell'esercito francese come MoS-3 ma citato anche come Morane Parasol, era un monomotore monoplano ad ala alta a parasole, sviluppato dall'azienda aeronautica francese Société des Aéroplanes Morane-Saulnier negli anni dieci del XX secolo e prodotto, oltre che dalla stessa, su licenza nell'Impero russo, dalla Dux e dalla Lebed.
Destinato inizialmente, grazie alla sua impostazione biposto, al ruolo di aereo da ricognizione, venne in seguito utilizzato come caccia grazie agli esperimenti condotti dal pilota collaudatore che lo portò in volo per la prima volta, l'asso francese Roland Garros. Questi, utilizzando un rudimentale meccanismo di sincronizzazione, abbatté almeno 3 velivoli nei primi 20 giorni dell'aprile 1915.
Introdotto nell'aprile 1915 venne utilizzando principalmente dall'Aéronautique Militaire, la componente aerea dell'Armée de terre (l'esercito francese), e dal britannico Royal Flying Corps durante la prima guerra mondiale rimanendo in servizio, anche in altre forze aeree delle nazioni della Triplice intesa, fino al termine del conflitto e, in numero minore, nel primo dopoguerra in numerose aeronautiche militari.

## Storia del progetto
L'aereo era un'evoluzione del precedente Type G ed adottava una nuova ala a parasole, cioè con l'ala più alta e separata dalla fusoliera. Questo tipo di ala era stata già sperimentata in alcune versioni del Type G, che normalmente adottava un'ala medio-alta.
Il Type L adottava una fusoliera a sezione rettangolare e gli impennaggi di coda presentavano una struttura molto semplice anche per l'epoca, dotata di sole parti mobili: timone ed equilibratore. Era privo di stabilizzatori e deriva, quest'ultima introdotta solo nelle ultime serie.
La prima commessa per 50 esemplari di questo velivolo arrivò dal governo turco, ma gli esemplari vennero requisiti dall'Aviation Militaire all'inizio del conflitto ed andarono ad equipaggiare le Escadrille (squadriglie) MS-23 e MS-26. Furono designati MS.3.

## I primi caccia
L'aereo, biposto, era destinato a compiti di ricognizione e in genere volava disarmato, non disponendo nemmeno dell'arma brandeggiabile per l'osservatore che iniziava ad equipaggiare i primi biposto militari. L'exploit del velivolo come caccia nasce dall'interessamento di uno dei suoi piloti, il futuro asso  Roland Garros, in servizio presso la Escadrille 26, che collaborò con Raymond Saulnier proprio alla sistemazione dell'arma sul velivolo. Si trattava di una mitragliatrice Hotchkiss Mle 1914 da 7,9 mm installata davanti al pilota. Per evitare di danneggiare l'elica in movimento, questa era dotata di piastre d'acciaio che funzionavano da deflettori deviando le pallottole.
Questo rudimentale meccanismo di sincronizzazione era stato studiato in Francia fin dal 1913, ed era stato preferito all'impiego sul Type L di Garros ad un più sofisticato interruttore meccanico ancora in fase di sviluppo. Questi esperimenti facevano della Francia la potenza europea all'avanguardia in questo particolare settore. Anche in Germania erano allo studio i primi meccanismi di sincronizzazione meccanica, mentre nel Regno Unito si utilizzava la soluzione "alternativa" di utilizzare aerei ad elica spingente in cui l'osservatore con la mitragliatrice sedesse davanti al pilota, come il Vickers F.B.5 Gunbus. L'altra possibilità di utilizzare mitragliatrici montante all'esterno del disco dell'elica veniva esplorata nel Nieuport Type 11 e nel Caproni Ca.20, quest'ultimo rimasto allo stadio di prototipo.
Il Type L modificato con la dotazione di questa mitragliatrice in "caccia" cominciò a prestare servizio nel marzo del 1915. Il successo fu immediato tanto che Garros abbatté il primo velivolo avversario, un Albatros biposto il 1º aprile successivo, seguito da altri due (o forse 3) aerei velivoli tedeschi, impresa eccezionale per l'epoca. Il 19 aprile però fu la volta di Garros ad essere abbattuto. Con il velivolo danneggiato atterrò dietro le linee tedesche e fu catturato insieme al suo velivolo, che non era riuscito ad incendiare. L'aereo fu attentamente analizzato e i dati ricavati influenzarono la realizzazione del Fokker E.I.  Il velivolo tedesco, che fece la sua comparsa in servizio nel luglio successivo, nasceva comunque caccia monoposto e disponeva di meccanismo di sincronizzazione meccanico di serie.
Paradossalmente il successo della soluzione impiegata sul Type L di Garros fece sì che si scatenasse una corsa agli armamenti che lo rese rapidamente obsoleto.

## Impiego operativo
Il Type L fu utilizzato oltre che dall'aviazione militare francese anche dal Royal Flying Corps e dal Royal Naval Air Service britannici e dalla Marina Imperiale russa, che lo utilizzò anche in versione dotata di sci.
Oltre a Garros anche i futuri assi Eduard Martynovich Pulpe che ottenne due vittorie nella Battaglia di Verdun, Jean Navarre che ottenne una vittoria con il Type L sempre il 1º aprile ed una il 13 aprile e Clive Brewster-Joske una vittoria il 29 febbraio 1916.
Nella carriera del Type L, oltre al primato di primo abbattimento di un velivolo grazie ad una mitragliatrice "in caccia", detiene anche il primato del primo Zeppelin distrutto in un combattimento aereo. Il 7 giugno 1915, il Type L di Reginald Warneford, sottotenente del Royal Naval Air Service, prese quota per sorvolare l'aeronave dell'esercito LZ 37 e lo bombardò con 6 bombe Hales da 9 kg. Almeno una di queste colpì l'involucro. L'esplosione causò un incendio, che fece precipitare l'aeronave sopra Gand poco dopo.

## Varianti e sviluppi
- Type LA: evoluzione del Type L armata con una mitragliatrice per l'osservatore. Rappresentò una tappaintermedia tra il Type L ed il Type P. L'impiego del Type La fu piuttosto limitato, i Royal Flying Corps ne ricevettero 24 esemplari. Alcuni esemplari furono impiegati anche dall'Aviazione imperiale russa, mentre in Francia prestò servizio un solo esemplare.
- Type G (versione 1915): sebbene fosse il Type L ad essere una evoluzione del Type G, alcuni esemplari del Type G delle ultime serie possono essere considerate come uno sviluppo del Type L: vennero infatti equipaggiati con una mitragliatrice fissa anteriore e deflettori sulle pale dell'elica, analogamente al Type L di Roland Garros. Solo pochi esemplari, equipaggiati con un motore rotativo Le Rhône da 80 CV, trovarono impiego con le forze francesi.

Anche sul Type N venne adottato il sistema di sincronizzazione per mezzo di piastre corazzate.

## Utilizzatori
Belgio
- Aviation militaire

 Cecoslovacchia
- Češkoslovenske Letectvo - un esemplare

 Finlandia
- Ilmavoimat - 2 esemplari, uno prodotto su licenza

 Francia
- Aéronautique Militaire

 Paesi Bassi
- Luchtvaartafdeling - un esemplare

 Perù
- Cuerpo de Aviación del Perú

 Polonia
- Siły Powietrzne

 Regno Unito
- Royal Flying Corps
- Royal Naval Air Service

 RSFS Russa

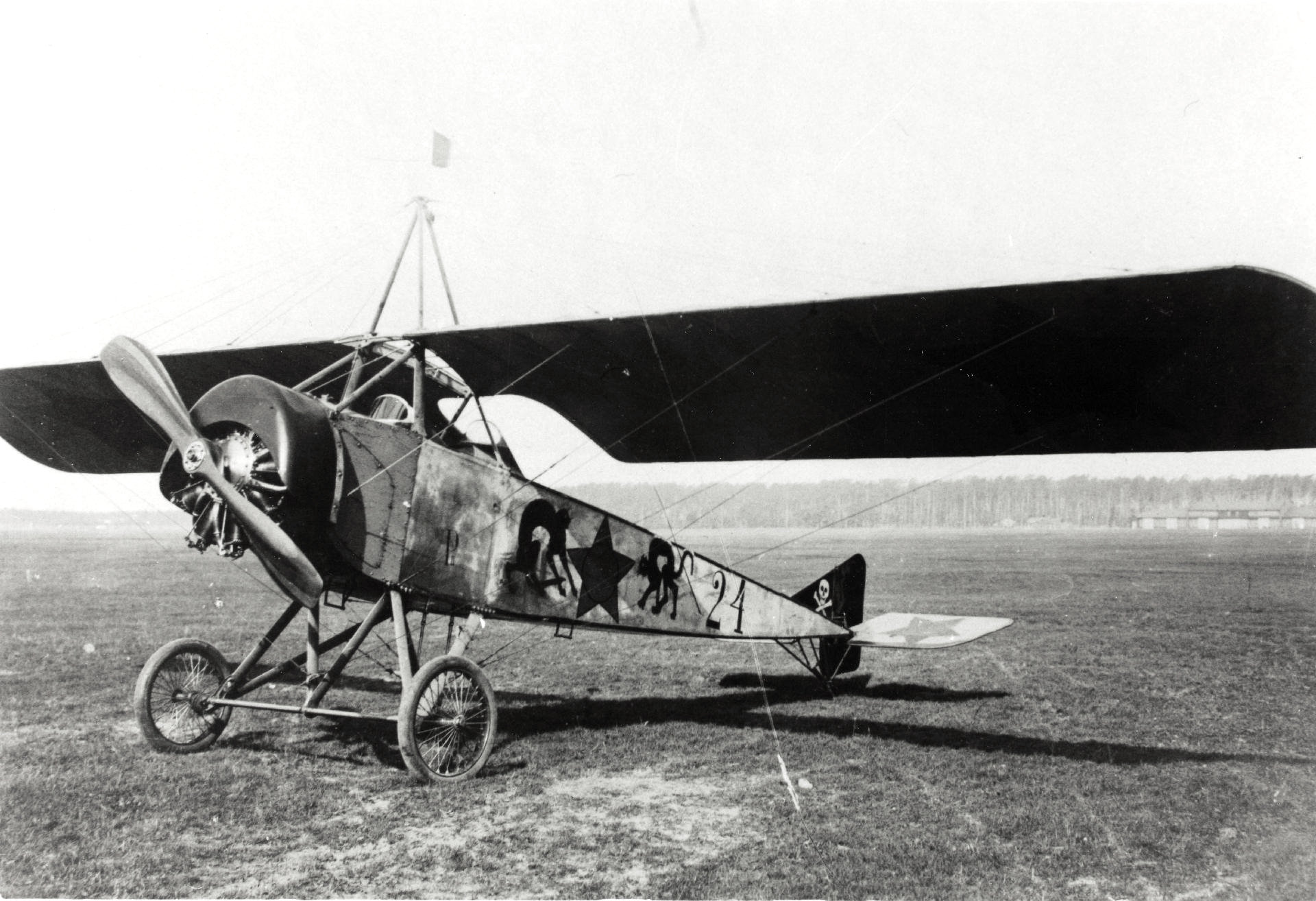
Morane-Saulnier L, Raboče-Krest'janskij Krasnyj vozdušnyj flot

- Raboče-Krest'janskij Krasnyj vozdušnyj flot

 Romania
- Aeronautica Regală Românã

 Russia
- Imperatorskij voenno-vozdušnyj flot

 Svizzera
- Esercito svizzero - un esemplare

 Ucraina
- Vìjs'kovo-povìtrânì sili Ukraïni - 3 esemplari